# رومن ددولا
رومن ددولا (انگلیسی: Romain Dedola؛ زادهٔ ۲ ژانویهٔ ۱۹۸۹) بازیکن فوتبال اهل فرانسه است.
از باشگاه‌هایی که در آن بازی کرده‌است می‌توان به باشگاه فوتبال اینگولشتات ۰۴، باشگاه فوتبال المپیک لیون، باشگاه فوتبال استراسبورگ، و باشگاه فوتبال یان رگنسبورگ اشاره کرد.
وی همچنین در تیم ملی فوتبال زیر ۱۹ سال فرانسه بازی کرده‌است.